# Pouso Alto (Natividade da Serra)
Pouso Alto é um povoado do município brasileiro de Natividade da Serra, que integra a Região Metropolitana do Vale do Paraíba e Litoral Norte, no interior do estado de São Paulo.

## História

### Origem
Pouso Alto é um dos locais que nasceram como pouso dos tropeiros que iam para o litoral norte. O povoado original foi encoberto pela represa de Paraibuna e um novo foi construído na década de 70.

### Formação administrativa
- Decreto nº 23.623 de 13/09/1954 - Cria a 2.ª subdelegacia de polícia na localidade conhecida pela denominação de Pouso Alto, no distrito e município de Natividade da Serra[4].

## Geografia

### Demografia

#### População
Até o Censo 2010 (IBGE) o povoado não tinha seu perímetro delimitado pelo IBGE, com este apenas fazendo parte de setores rurais. Assim a população rural do seu entorno, incluindo a do povoado, era de 733 habitantes.

### Rodovias
O povoado possui acesso (não asfaltado) para a Rodovia dos Tamoios (SP-99), e para a Rodovia Oswaldo Cruz (SP-125), passando por Bairro Alto.

### Hidrografia
- Represa de Paraibuna

## Serviços públicos

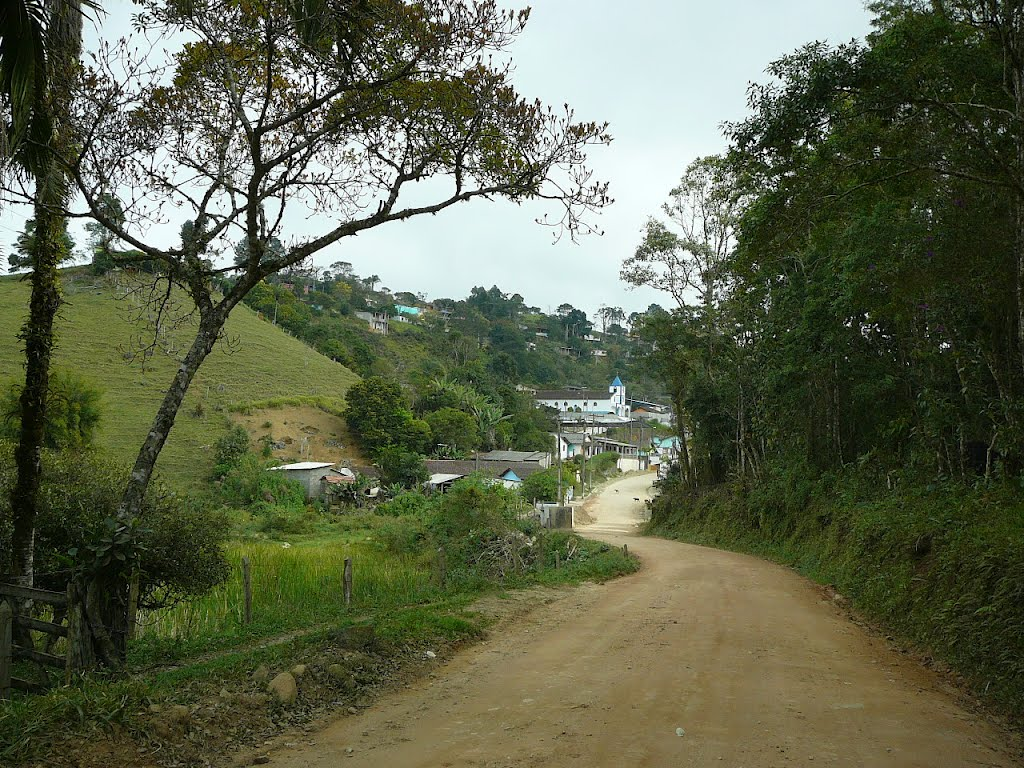
Entrada de Pouso Alto.

### Saneamento
O serviço de abastecimento de água é feito pela Prefeitura Municipal de Natividade da Serra.

### Energia
A responsável pelo abastecimento de energia elétrica é a Neoenergia Elektro, antiga CESP.

## Atrações turísticas

### Cachoeiras

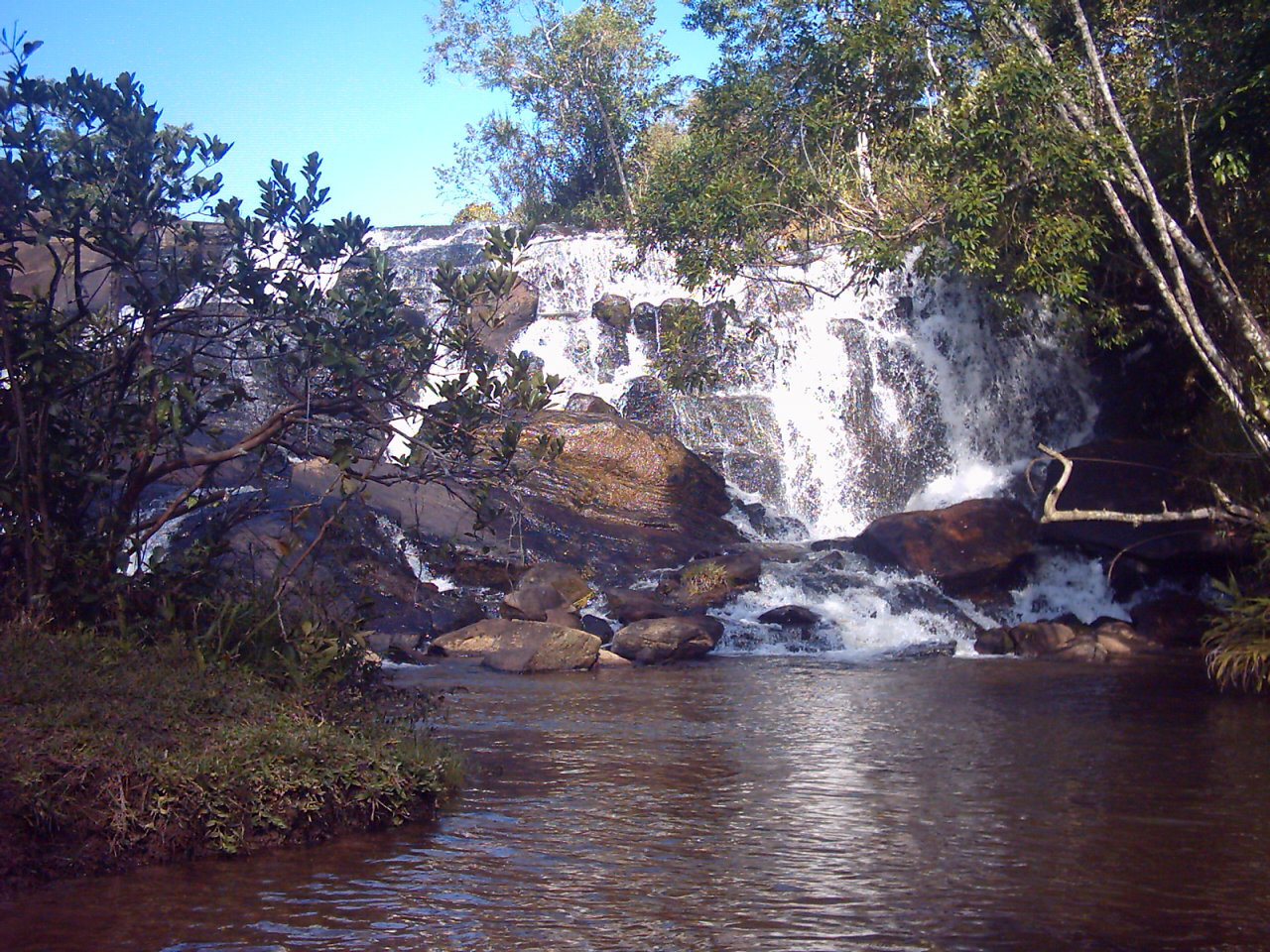
Cachoeira do Rio Negro.

- Cachoeira da Ponte Azul
- Cachoeira do Rio Negro

### Gastronomia
O povoado é uma das opções de parada na serra, possui vários barzinhos, padaria e também local para comida caseira. O local oferece opção para compra de queijos e doces feitos na roça.

### Festas
Em Pouso Alto acontece no mês de junho a 2ª maior festa do município, em homenagem a São João Batista, padroeiro da capela.

## Religião
O Cristianismo se faz presente no povoado da seguinte forma:

### Igreja Católica
- A igreja faz parte da Diocese de Taubaté[11].